# 爱尔莎·爱因斯坦
爱尔莎·爱因斯坦（1876年1月18日—1936年12月20日），著名物理学家阿尔伯特·爱因斯坦第二任妻子及表姊。爱尔莎的母亲与阿尔伯特·爱因斯坦的母亲為亲姐妹、爱尔莎的父亲与阿尔伯特的父亲為表／堂兄弟，而其比阿尔伯特年长五岁，故爱尔莎·爱因斯坦与阿尔伯特·爱因斯坦為表姊弟。
爱尔莎·爱因斯坦出生于德意志帝国黑兴根，“爱因斯坦”為爱尔莎出生时候的家族姓氏，后来她嫁给了第一任丈夫马克斯·勒文塔尔（Max Löwenthal），故更名为爱尔莎·勒文塔尔（Elsa Löwenthal）。1908年其与第一任丈夫离婚，1919年爱尔莎与表弟阿尔伯特·爱因斯坦结婚，重新改名回爱尔莎·爱因斯坦（Elsa Einstein），但二人未生育子女。

## 生平
1876年1月出生于德国黑兴根，她有一个姐姐Hermine（1872年–1942年）和一个妹妹Paula （c. 1878年–c. 1955年），父亲是鲁道夫·爱因斯坦（Rudolf Einstein）、母亲是范妮·科赫·爱因斯坦（Fanny Koch Einstein）。
幼年时期，爱尔莎一家经常前往德国慕尼黑，和阿尔伯特·爱因斯坦一家来往甚密。1894年，爱尔莎·爱因斯坦和阿尔伯特·爱因斯坦告别，阿尔伯特·爱因斯坦随父母前往意大利的米兰。

## 婚后生活

### 第一段婚姻
1896年，爱尔莎与纺织品商人马克斯·勒文塔尔（Max Löwenthal）结婚，更名为爱尔莎·勒文塔尔（Elsa Löwenthal）。他们育有3个子女：大女儿伊尔莎·L·爱因斯坦 (Ilse L. Einstein；1897年–1934年) 、小女儿玛戈·L·爱因斯坦 (Margot L. Einstein；1899年–1986年)和一名早夭的儿子（1903年出生，但一个月内就去世）。他们住在德国的黑兴根。1902年，马克斯·勒文塔尔在柏林找到了工作，但他的家庭却留在了黑兴根。爱尔莎与马克斯于1908年5月11日离婚，并和两个女儿一起搬到柏林、在她父母家楼上的公寓居住。

### 第二段婚姻
1912年4月起，爱尔莎与表弟阿尔伯特·爱因斯坦展开恋情，当时阿尔伯特·爱因斯坦和第一任太太米列娃·马利奇还未离婚。爱尔莎的母亲和阿尔伯特·爱因斯坦的母亲是亲姐妹、爱尔莎的父亲和阿尔伯特·爱因斯坦的父亲是表兄弟，而她比阿尔伯特年长三岁，故爱尔莎·爱因斯坦和阿尔伯特·爱因斯坦是表姐弟。
1914年起，阿尔伯特·爱因斯坦和米列娃·马利奇分居，并于1919年2月14日正式离婚。1919年6月2日，爱尔莎与表弟阿尔伯特·爱因斯坦结婚，重新改名回爱尔莎·爱因斯坦（Elsa Einstein）。阿尔伯特和爱尔莎并未生育有子女，但阿尔伯特·爱因斯坦将爱尔莎和其前夫的女儿伊尔莎、玛戈视如己出，他们居住在柏林。
1933年，爱尔莎随阿尔伯特·爱因斯坦前往美国，并在新泽西州的普林斯顿市定居，阿尔伯特·爱因斯坦在普林斯顿高等研究所（IAS）任职。但是爱尔莎很快就患上了心脏及肾脏的疾病，并于1936年12月20日在普林斯顿的家中离世。